# Suse
SUSE (Software- und System-Entwicklung), е една от главните ГНУ/Линукс дистрибуции, произвеждана в Германия. Лого и талисман на дистрото, е зелен хамелеон официално наречен „Geeko“ (енигма на „Gecko“ и "geek "). SUSE е учредител на Desktop Linux Consortium. След придобиването на компанията от Novell, Inc SUSE се трансформира в общностния проект openSUSE. От април 2011 г.собственик на компанията е Attachmate Group.

## История
В началото дистрибуцията SUSE Linux е немският превод на Slackware Linux. В средата на 1992, Softlanding Linux System (SLS) е основана от Peter MacDonald, и става първата обширна дистрибуция съдържаща елементи като X_Window_System (X) и TCP/IP. Дистрибуцията Slackware (поддържана от Patrick Volkerding) е базирана на SLS.
S.u.S.E е създадена в края на 1992 като консолска група на UNIX, която между останалите неща редовно пуска софтуерни пакети, които съдържат SLS и Slackware, и отпечатват UNIX/Linux ръководства. Те пускат първата CD версия на SLS/Slackware през 1994, под името S.u.S.E Linux 1.0. По-късно го обединяват с дистрибуцията Jurix на Florian La Roche (също базирана на Slackware), за да пуснат първото наистина уникално S.u.S.E Linux 4.2 през 1996. След време, SUSE Linux включва много възможности на Red Hat Linux (пример: използването на RPM Package Manager (RPM) и /etc/sysconfig).
Името „S.u.S.E.“, съкратено просто до „SuSE“ през октомври 1998, е оригинално образувано от началните букви на немската фраза „Software- und System-Entwicklung“ („Софтуерно и системно развитие“). Името на компанията е сменено на SUSE Linux, след като Novell я закупуват и „SUSE“ официално не стои зад нищо. Има неофициален слух, че името е сходно с това на немския компютърен пионер Konrad Zuse.

### Придобиване от Novell
На 4 ноември 2003, Novell обявява, че ще придобие SUSE Linux за сумата от 210 милиона долара. Овладяването е завършено през януари 2004 г.
Според J. Philips (корпоративен технически стратег за Азиатския Тихоокеански регион на Novell)„в умерен срок“ Novell няма да изменя начина, по който SUSE продължава да се развива. На годишнината на Novell през 2004, за първи път на всички компютри е инсталиран SUSE Linux. На същото събрание е обявено и че собствената административна програма на SUSE – YaST2 ще бъде пусната под GPL лиценз.
На 4 август 2005, директорът на връзки с обществеността и представител на Novell – Bruce Lowry съобщава, че развитието на SUSE Professional ще бъде „по-отворено“ и чрез общностния проект openSUSE ще се опита да достигне широката публика от потребители и разработчици. Софтуерът, дефиниран като отворен код, вече е бил „отворен“, но сега процесът на развитие ще бъде „по-отворен“ от когато и да било, и ще позволява на разработчиците и потребителите да тестват продуктите и да помагат с развитието им. Предварително цялата работа по разработването е свършена вкъщи от SUSE, и версия 10.0 е първата версия с публичен бета тест. Като част от промяната, YaST Online Update server (сървър за онлайн обновяване) достъпът е безплатен за SUSE Linux потребителите, и по пътя на повечето дистрибуции с отворен код, дисковете могат да се свалят свободно от интернет или да се закупят с опаковка. Промяната във философията води до пускането на SUSE Linux 10.0 на 6 октомври 2005 в „OSS“ (напълно отворен софтуер), „eval“ (има отворен софтуер и платени приложения, което представя една изцяло пълна версия) и продаваемо издание.

#### Споразумение с Microsoft
- На 3 ноември 2006 г. (преподписано на 25 юли 2011), Novell подписва споразумение с Microsoft за подобряване на оперативната съвместимост между SUSE и Microsoft Windows:| “ | ...Customer Momentum As IT operating environments become increasingly consumerized, cloud-based and automated, there is an implicit expectation that the underlying technologies from multiple vendors should work together. For this reason, the collaborative relationship between Microsoft and SUSE has come to be viewed as a model for the industry. | ” |

Споразумението е посрещнато с резерви и противоречиви чувства от страна на общността на свободния софтуер.
- През 2007 – 2008 г. Novell активно сътрудничи с Microsoft, като двете компании подписват споразумение за поддръжка и разпространение на SuSE, и платформата Mono – патентована от Microsoft [6]., и това отново провокира недоволството на част от Linux-общността[7].

### Придобиване от Attachmate Group
На 22 ноември 2010 г., Novell обяви, че са се съгласили да бъдат придобити от Attachmate Group за цена от $ 2.2 милиарда.
Американското министерство на правосъдието обявява, че за да се пристъпи към първата фаза на придобиването трябва да се изяснят някои патенти и патентни приложения, от страна на Novell Inc., CPTN Holdings LLC и неговите собственици
На 27 април 2011 г. Attachmate Group приключи придобиването на Novell. Attachmate разделят Novell на две автономни бизнес единици, Novell и SUSE. Attachmate не направи промени в отношенията между SUSE (преди Novell) и проекта OpenSuse.

### Придобиване от EQT
След сделка на стойност 2,5 милиарда долара, Suse ще стане собственст на EQT Partners. Сделката се очаква да бъде финализирана в началото на 2019.

## Особености
SUSE включва инсталационна и административна програма наречена YaST2, която манипулира частите на твърдия диск, системните настойки, RPM пакетен мениджър, онлайн обновяването, настройки на мрежата и защитната стена, администрирането на потребителите и още в интегриран интерфейс.
SUSE поддържа промяна на размера на NTFS дялове по време на инсталация, което позволява съществуването му с вече инсталирани Windows 2000 или XP. SUSE има възможността да засича и инсталира драйвери за много общи winmodem вносители с original equipment manufacturer (OEM) десктоп и лаптоп системи (подобни модеми използват специален Windows-софтуер за да работят)
Няколко графични среди като KDE и GNOME и window manager-и като Window Maker и Blackbox са включени в YaST2, а инсталатора позволява на потребителите да избират между GNOME, KDE, или дори да няма графична среда. SUSE е натоварен и с мултимедиен софтуер като K3b (CD/DVD запис), amaroK (аудио възпроизвеждане), и Kaffeine (видео възпроизвеждане). Съдържа OpenOffice.org, и софтуер за четене и/или създаване на други общи документи с формати като Portable Document Format (PDF).

## Версии
Последното издание, SUSE Linux 10.0 е налично като пакет за продажба (retail) и като свободен пакет с отворен код, отнасящи се за SUSE Linux OSS. Като цяло и двата са почти еднакви. Голямата разлика помежду им, е че retail версията съдържа собственически компоненти, като, Macromedia Flash. Като добавка retail версията на цена $59.95 USD, включва печатно ръководство и ограничена техническа поддръжка. SUSE Linux OSS може да се свали свободно от уебсайта на [Novell]. Retail и eval версиите включват едно DVD или пет CD-та, докато SUSE Linux OSS използва само пет CD-та.
Други приятни особености са включените „dedicated“ и „groupware“ сървъри, използващи се в големите корпоративни мрежи и с това и бизнес работен екран, който може да пусне някои програми проектирани за Microsoft Windows с помощта на WINE.
SUSE Linux Enterprise Server (SLES) е най-популярната Линукс дистрибуция за най-мощните Линукс сървъри – IBM System z9

## Дистрибуции
В миналото SUSE първо издаваше Personal и Professional версии за продажба, които съдържаха обширна документация, след това изчакваха няколко месеца преди да пуснат версии на собствените си FTP сървъри. Чрез Novell и с появата на openSUSE това се обърна: SUSE Linux 10.0 можеше да се свали много преди появата на „retail“ версията на SUSE Linux 10.0. Впоследствие, Novell прекъсна Personal версията, преименува Professional версията просто на „SUSE Linux“, и
смени „SUSE Linux“ като остарялата Personal версия.
Стартирайки с версия 9.2, един неподдържан DVD ISO имидж на SUSE Professional беше пуснат
за сваляне като „bootable“ версия LiveDVD. FTP сървърите все още да действат и имат предимствата
на „streamlined“ (постоянен поток) инсталации: Единствено да се свалят пакети, от които потребителят има нужда.
ISO-то има предимствата на лесно инсталиращ се пакет, и е нужен по-малко опит
(т.е., начинаещите с Linux може да не знаят кой пакет да инсталират и кой не).
„Retail“ версията на DVD поддържа x86, и x86_64 инсталации, но включените CD-ROM-и нямат x86_64 поддръжка.